# Meteorito

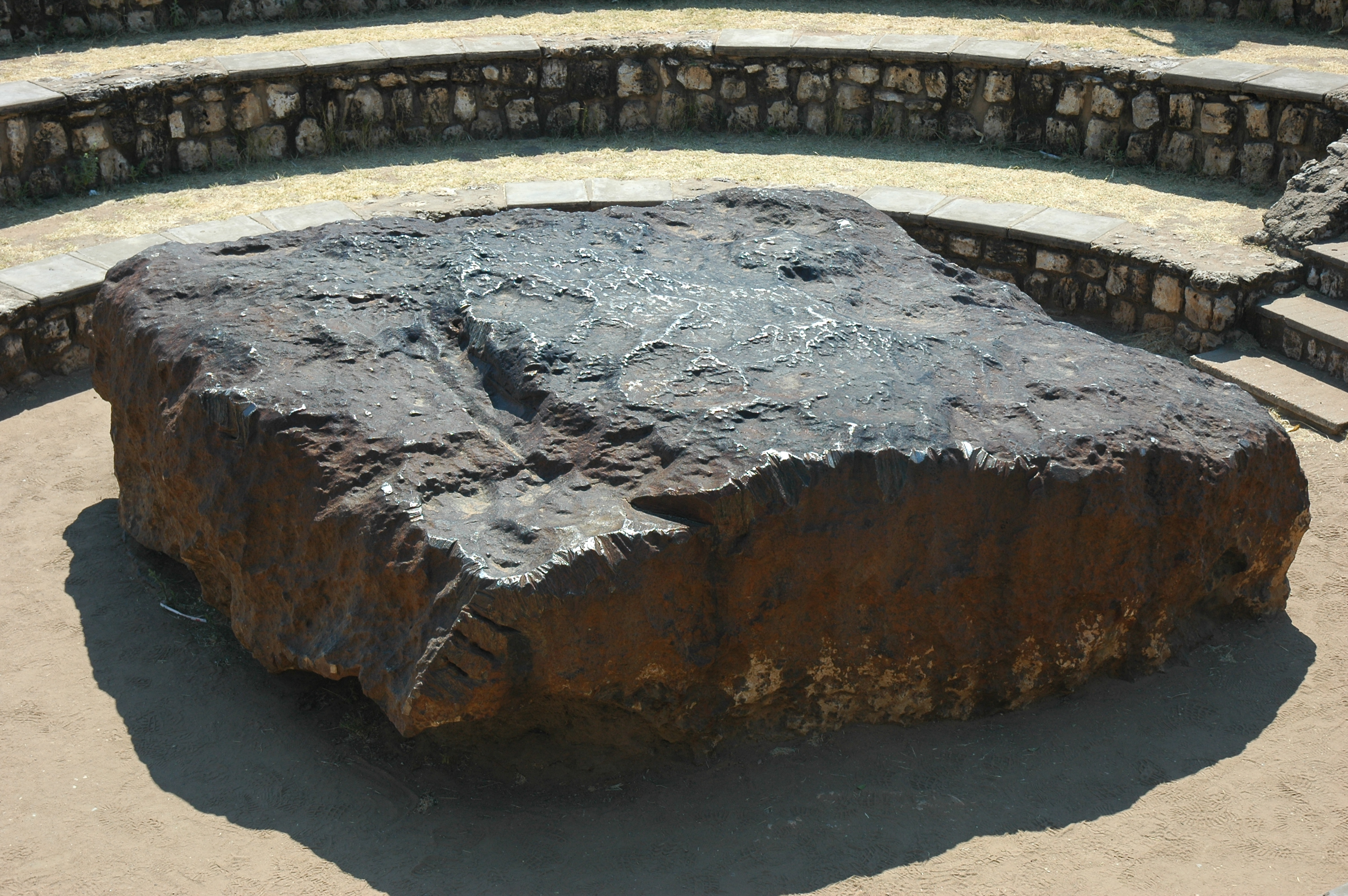
O meteorito Hoba de 2,7 m de comprimento e 60 toneladas na Namíbia é o maior meteorito intacto conhecido

Um meteorito é um pedaço sólido de detritos de um objeto, como um cometa, asteroide ou meteoroide, que se origina no espaço sideral e sobrevive à sua passagem pela atmosfera para atingir a superfície de um planeta ou lua. Quando o objeto original entra na atmosfera, vários fatores, como atrito, pressão e interações químicas com os gases atmosféricos, fazem com que ele se aqueça e irradie energia. Em seguida, torna-se um meteoro e forma uma bola de fogo, também conhecida como estrela cadente; os astrônomos chamam os exemplos mais brilhantes de "bólidos". Uma vez que se instala na superfície do corpo maior, o meteoro se torna um meteorito. Os meteoritos variam muito em tamanho. Para os geólogos, um bólido é um meteorito grande o suficiente para criar uma cratera de impacto.
Os meteoritos que são recuperados após serem observados enquanto transitam pela atmosfera e impactam a Terra são chamados de quedas de meteoritos. Todos os outros são conhecidos como achados de meteoritos.
Os meteoritos têm sido tradicionalmente divididos em três grandes categorias: meteoritos pedregosos que são rochas, compostas principalmente de minerais de silicato; meteoritos de ferro que são em grande parte compostos de ferroníquel; e meteoritos de ferro pedregosos que contêm grandes quantidades de material metálico e rochoso. Os esquemas de classificação modernos dividem os meteoritos em grupos de acordo com sua estrutura, composição química, isotópica e mineralogia. Meteoritos menores que 2 mm são classificados como micrometeoritos. Meteoritos extraterrestres foram encontrados na Lua e em Marte.

## Fenômenos de queda
A maioria dos meteoroides se desintegra ao entrar na atmosfera da Terra. Normalmente, observa-se que cinco a dez por ano caem e são posteriormente recuperados e divulgados aos cientistas. Poucos meteoritos são grandes o suficiente para criar grandes crateras de impacto. Em vez disso, eles normalmente chegam à superfície em sua velocidade terminal e, no máximo, criam um pequeno poço.

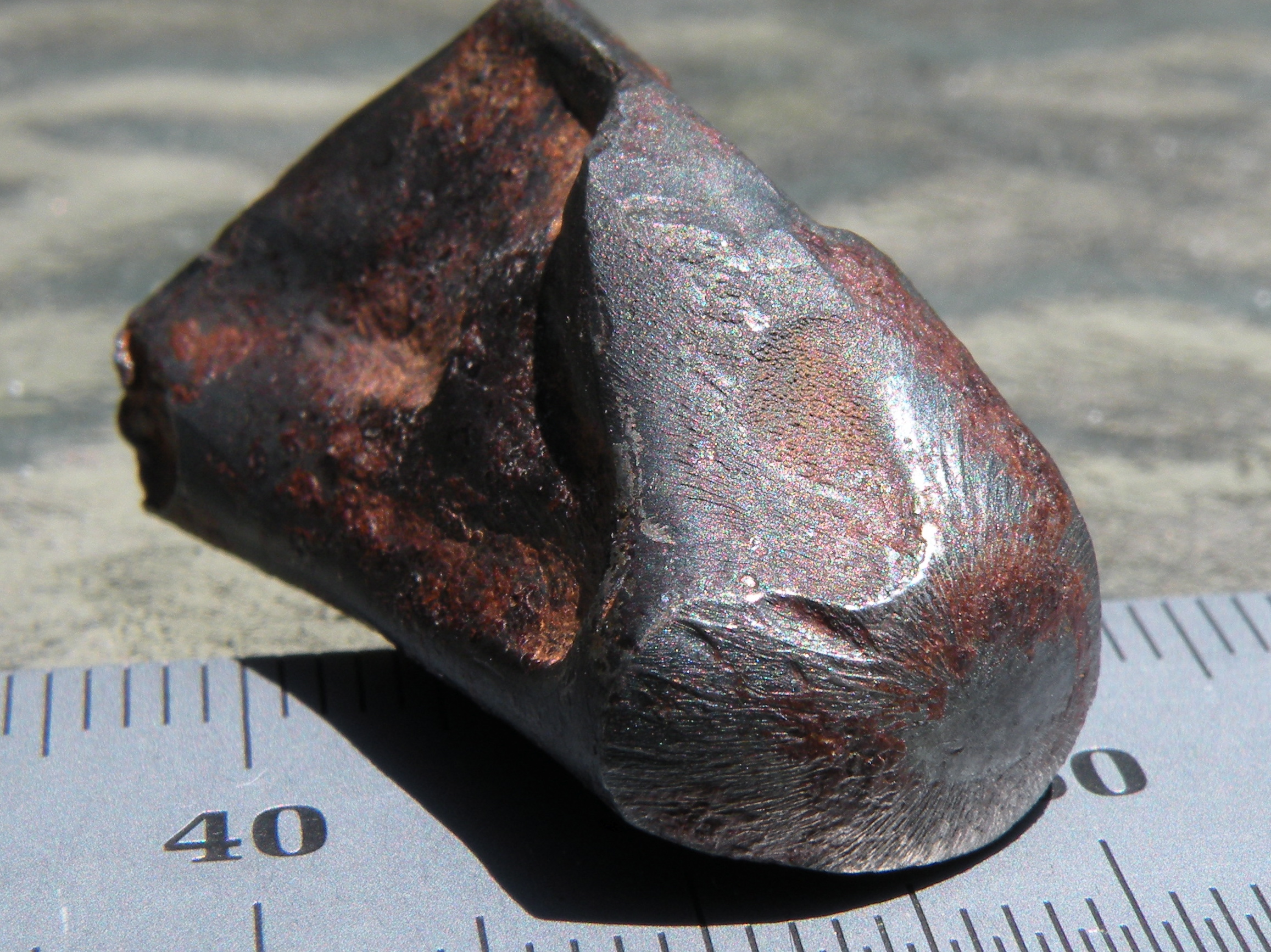
Meteorito de ferro NWA 859 mostrando efeitos da ablação atmosférica

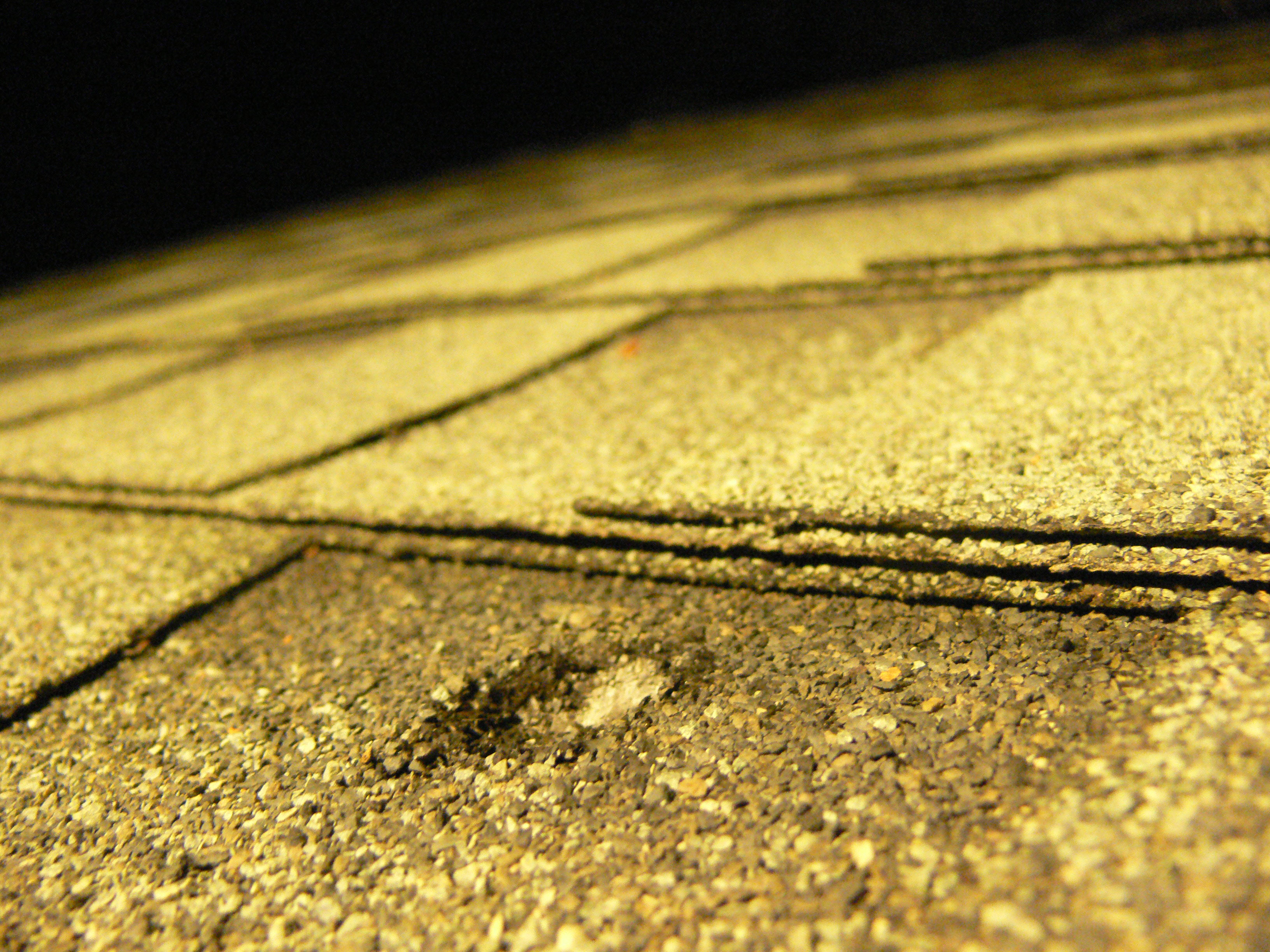
O poço de impacto feito pelo meteorito Novato de 61.9 gramas quando atingiu o telhado de uma casa em 17 de outubro de 2012

Grandes meteoroides podem atingir a Terra com uma fração significativa de sua velocidade de escape (segunda velocidade cósmica), deixando para trás uma cratera de impacto de hipervelocidade. O tipo de cratera dependerá do tamanho, composição, grau de fragmentação e ângulo de entrada do impactor. A força de tais colisões tem o potencial de causar destruição generalizada. Os eventos de crateras de hipervelocidade mais frequentes na Terra são causados por meteoroides de ferro, que são mais facilmente capazes de transitar intactos pela atmosfera. Exemplos de crateras causadas por meteoroides de ferro incluem a Cratera de Barringer, Cratera de Odessa, Crateras de Wabar e a Cratera de Wolf Creek; meteoritos de ferro são encontrados em associação com todas essas crateras. Em contraste, mesmo corpos pedregosos ou gelados relativamente grandes, como pequenos cometas ou asteroides, até milhões de toneladas, são interrompidos na atmosfera e não causam crateras de impacto. Embora esses eventos de interrupção sejam incomuns, eles podem causar uma concussão considerável; o famoso evento de Tunguska provavelmente resultou de tal incidente. Objetos pedregosos muito grandes, com centenas de metros de diâmetro ou mais, pesando dezenas de milhões de toneladas ou mais, podem atingir a superfície e causar grandes crateras, mas são muito raros. Tais eventos são geralmente tão energéticos que o impactor é completamente destruído, sem deixar meteoritos. (O primeiro exemplo de um meteorito rochoso encontrado em associação com uma grande cratera de impacto, a Cratera de Morokweng na África do Sul, foi relatado em maio de 2006).
Vários fenômenos são bem documentados durante quedas de meteoritos testemunhadas, pequenas demais para produzir crateras de hipervelocidade. A bola de fogo que ocorre quando o meteoroide passa pela atmosfera pode parecer muito brilhante, rivalizando com o Sol em intensidade, embora a maioria seja muito mais fraca e possa nem ser notada durante o dia. Várias cores foram relatadas, incluindo amarelo, verde e vermelho. Essas cores podem variar conforme a composição química do objeto espacial.
Flashes e rajadas de luz podem ocorrer quando o objeto se desfaz. Explosões, detonações e estrondos são frequentemente ouvidos durante quedas de meteoritos, que podem ser causadas por estrondos sônicos, bem como ondas de choque resultantes de grandes eventos de fragmentação. Esses sons podem ser ouvidos em áreas amplas, com um raio de centenas de quilômetros ou mais. Assobios também são ouvidos às vezes, mas são mal compreendidos. Após a passagem da bola de fogo, não é incomum que um rastro de poeira permaneça na atmosfera por vários minutos.
À medida que os meteoroides são aquecidos durante a entrada atmosférica, as suas superfícies derretem e sofrem ablação. Podem ser esculpidos de várias formas durante este processo, às vezes resultando em recortes rasos semelhantes a impressões digitais na sua superfície, chamados regmagliptos. Se o meteoroide mantiver uma orientação fixa por algum tempo, sem cair, pode desenvolver uma forma cônica de "cone de nariz" ou "escudo térmico". À medida que desacelera, eventualmente a camada superficial derretida se solidifica em uma fina crosta de fusão, que na maioria dos meteoritos é preta (em alguns acondritos, a crosta de fusão pode ser de cor muito clara). Em meteoritos pedregosos, a zona afetada pelo calor tem no máximo alguns milímetros de profundidade; em meteoritos de ferro, que são mais termicamente condutores, a estrutura do metal pode ser afetada pelo calor até 1 cm abaixo da superfície. Os relatórios variam; alguns meteoritos são relatados como "queimando ao toque" ao pousar, enquanto outros são alegadamente frios o suficiente para condensar a água e formar gelo.
Meteoroides que se desintegram na atmosfera podem cair como chuva de meteoritos, que podem variar de apenas alguns até milhares de indivíduos separados. A área sobre a qual uma chuva de meteoritos cai é conhecida como seu campo disperso. Os campos dispersos são comumente de forma elíptica, com o eixo maior paralelo à direção do voo. Na maioria dos casos, os maiores meteoritos em uma chuva são encontrados mais distantes no campo disperso.

## Classificação
A maioria dos meteoritos são meteoritos pedregosos, classificados como condritos e acondritos. Apenas cerca de 6% dos meteoritos são meteoritos de ferro ou uma mistura de rocha e metal, os meteoritos de ferro pedregoso. A classificação moderna de meteoritos é complexa. O artigo de revisão de Krot et al. (2007) resume a taxonomia moderna de meteoritos.
Cerca de 86% dos meteoritos são condritos, que são nomeados pelas pequenas partículas redondas que contêm. Essas partículas, ou côndrulos, são compostas principalmente de minerais de silicato que parecem ter sido derretidos enquanto eram objetos flutuantes no espaço. Certos tipos de condritos também contêm pequenas quantidades de matéria orgânica, incluindo aminoácidos e grãos pré-solares. Os condritos têm tipicamente cerca de 4,55 bilhões de anos e acredita-se que representem material do cinturão de asteroides que nunca se aglutinaram em grandes corpos. Como os cometas, os asteroides condríticos são alguns dos materiais mais antigos e primitivos do Sistema Solar. Os condritos são frequentemente considerados "os blocos de construção dos planetas".
Cerca de 8% dos meteoritos são acondritos (o que significa que não contêm côndrulos), alguns dos quais são semelhantes a rochas ígneas terrestres. A maioria dos acondritos também são rochas antigas, e acredita-se que representem material crustal de planetesimais diferenciados. Uma grande família de acondritos (os meteoritos HED) pode ter se originado no corpo parental da Família Vesta, embora essa afirmação seja contestada. Outros derivam de asteroides não identificados. Dois pequenos grupos de acondritos são especiais, pois são mais jovens e não parecem vir do cinturão de asteroides. Um desses grupos vem da Lua e inclui rochas semelhantes às trazidas de volta à Terra pelos programas Apollo e Luna. O outro grupo é quase certamente de Marte e constitui os únicos materiais de outros planetas já recuperados por humanos.
Cerca de 5% dos meteoritos que caíram são meteoritos de ferro compostos de ligas de ferro-níquel, como camacite e/ou tenite. Acredita-se que a maioria dos meteoritos de ferro venha dos núcleos de planetesimais que já foram fundidos. Assim como a Terra, o metal mais denso se separou do material silicatado e afundou em direção ao centro do planetesimal, formando seu núcleo. Depois que o planetesimal se solidificou, ele se desfez em uma colisão com outro planetesimal. Devido à baixa abundância de meteoritos de ferro em áreas de coleta como a Antártica, onde a maior parte do material meteórico que caiu pode ser recuperado, é possível que a porcentagem de queda de meteoritos de ferro seja inferior a 5%. Isso seria explicado por um viés de recuperação; os leigos são mais propensos a notar e recuperar massas sólidas de metal do que a maioria dos outros tipos de meteoritos. A abundância de meteoritos de ferro em relação ao total de achados na Antártida é de 0,4%.
Os meteoritos ferrosos-rochosos constituem o 1% restante. Eles são uma mistura de metal de ferro-níquel e minerais de silicato. Acredita-se que um tipo, chamado pallasites, tenha se originado na zona limite acima das regiões centrais onde os meteoritos de ferro se originaram. O outro tipo principal de meteoritos de ferro pedregoso são os mesosideritas.
Tectitos, não são meteoritos, mas sim objetos de vidro natural de até alguns centímetros de tamanho que foram formados, de acordo com a maioria dos cientistas, pelos impactos de grandes meteoritos na superfície da Terra. Alguns pesquisadores favoreceram as tectitos originários da Lua como ejeção vulcânica, mas essa teoria perdeu muito de seu apoio nas últimas décadas.

## Química
Em março de 2015, cientistas da NASA relataram que compostos orgânicos complexos encontrados em DNA e RNA, incluindo uracil, citosina e timina, foram formados em laboratório sob condições do espaço sideral, usando produtos químicos iniciais, como pirimidina, encontrados em meteoritos. Pirimidina e hidrocarbonetos aromáticos policíclicos (PAH) podem ter sido formados em gigantes vermelhas ou em poeira interestelar e nuvens de gás, de acordo com os cientistas.
Em janeiro de 2018, os pesquisadores descobriram que meteoritos de 4.5 bilhões de anos encontrados na Terra continham água líquida junto com substâncias orgânicas complexas prebióticas que podem ser ingredientes para a vida.
Em novembro de 2019, cientistas relataram a detecção de moléculas de açúcar em meteoritos pela primeira vez, incluindo ribose, sugerindo que processos químicos em asteroides podem produzir alguns compostos orgânicos fundamentais para a vida, e apoiando a noção de um mundo de RNA anterior a uma origem de vida baseada em DNA na Terra.
Em abril de 2022, um grupo japonês relatou ter encontrado adenina (A), timina (T), guanina (G), citosina (C) e uracila (U) dentro de meteoritos ricos em carbono. Esses compostos são blocos de construção de DNA e RNA, o código genético de toda a vida na Terra. Esses compostos também ocorreram espontaneamente em ambientes de laboratório emulando condições no espaço sideral.

## Intemperismo
A maioria dos meteoritos datam do início do Sistema Solar e são de longe o material mais antigo existente na Terra. A análise do intemperismo terrestre devido à água, sal, oxigênio, etc. é usada para quantificar o grau de alteração que um meteorito experimentou. Vários índices qualitativos de intemperismo foram aplicados a amostras antárticas e desérticas.
A escala de intemperismo mais comumente empregada, usada para condritos comuns, varia de W0 (estado primitivo) a W6 (alteração pesada).

### Exemplos de fósseis
Meteoritos "fósseis" às vezes são descobertos por geólogos. Eles representam os restos altamente intemperizados de meteoritos que caíram na Terra no passado remoto e foram preservados em depósitos sedimentares suficientemente bem para que possam ser reconhecidos por meio de estudos mineralógicos e geoquímicos. Uma pedreira de calcário na Suécia produziu um número anormalmente grande, superior a cem meteoritos fósseis do Ordoviciano, quase todos os quais são condritos-L altamente intemperizados que ainda se assemelham ao meteorito original sob um microscópio petrográfico, mas que tiveram seu material original quase inteiramente substituído por mineralização secundária terrestre. A proveniência extraterrestre foi demonstrada em parte através da análise isotópica de grãos de espinela relíquias, um mineral que é comum em meteoritos, é insolúvel em água e é capaz de persistir quimicamente inalterado no ambiente terrestre de intemperismo. Os cientistas acreditam que esses meteoritos, que também foram encontrados na Rússia e na China, se originaram da mesma fonte, uma colisão que ocorreu em algum lugar entre Júpiter e Marte. Um desses meteoritos fósseis, apelidado de Österplana 065, parece representar um tipo distinto de meteorito que está "extinto" no sentido de que não está mais caindo na Terra, o corpo original já foi completamente esgotado do reservatório de objetos próximos da Terra.

## Coleta
Uma "queda de meteorito", também chamada de "queda observada", é um meteorito coletado após sua chegada ter sido observada por pessoas ou dispositivos automatizados. Qualquer outro meteorito é chamado de "achado de meteorito". Existem mais de 1 100 quedas documentadas listadas em bancos de dados amplamente utilizados, a maioria dos quais possui espécimes em coleções modernas. Em janeiro de 2019, o Meteoritical Bulletin Database tinha 1 180 quedas confirmadas.

### Quedas

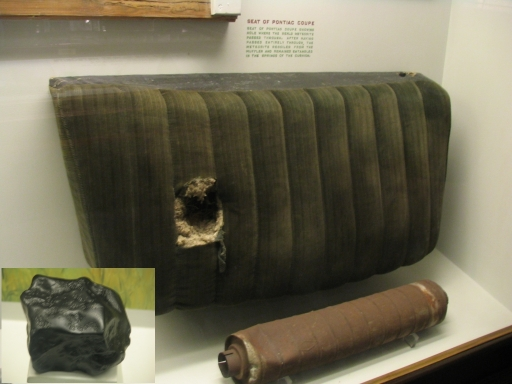
Assento de carro e silenciador atingidos por um meteorito em Benld, Illinois, Estados Unidos em 1938, com a inserção do meteorito. Uma queda observada

A maioria das quedas de meteoritos é coletada com base em relatos de testemunhas oculares da bola de fogo ou do impacto do objeto no solo, ou ambos. Portanto, apesar do fato de que os meteoritos caem com probabilidade praticamente igual em todos os lugares da Terra, as quedas de meteoritos verificadas tendem a se concentrar em áreas com densidades populacionais humanas mais altas, como Europa, Japão e norte da Índia.
Um pequeno número de quedas de meteoritos foi observado com câmeras automatizadas e recuperado após o cálculo do ponto de impacto. O primeiro deles foi o meteorito Přibram, que caiu na Tchecoslováquia (atual Chéquia) em 1959. Neste caso, duas câmeras usadas para fotografar meteoros capturaram imagens da bola de fogo. As imagens foram usadas tanto para determinar a localização das pedras no solo quanto, mais significativamente, para calcular pela primeira vez uma órbita precisa para um meteorito recuperado.
Após a queda de Přibram, outras nações estabeleceram programas de observação automatizados destinados a estudar meteoritos em queda. Uma delas foi a Prairie Network, operado pelo Observatório Astrofísico Smithsonian de 1963 a 1975 no meio-oeste dos Estados Unidos. Este programa também observou a queda de um meteorito, o condrito de Lost City, permitindo sua recuperação e o cálculo de sua órbita. Outro programa no Canadá, o Meteorite Observation and Recovery Project (Projeto de Observação e Recuperação de Meteoritos), funcionou de 1971 a 1985. Também recuperou um único meteorito, Innisfree, em 1977. Finalmente, observações da European Fireball Network, descendente do programa original tcheco que recuperou o Přibram, levaram à descoberta e cálculos de órbita para o meteorito de Neuschwanstein em 2002. A NASA possui um sistema automatizado que detecta meteoros e calcula a órbita, magnitude, trilha terrestre e outros parâmetros sobre o sudeste dos Estados Unidos, que geralmente detecta vários eventos a cada noite.

### Achados
Até o século XX, apenas algumas centenas de achados de meteoritos haviam sido descobertos. Mais de 80% deles eram meteoritos de ferro e ferro pedregoso, que são facilmente distinguíveis das rochas locais. Até hoje, poucos meteoritos pedregosos são relatados a cada ano que podem ser considerados achados "acidentais". A razão pela qual existem agora mais de 30 000 achados de meteoritos nas coleções do mundo começou com a descoberta por Harvey H. Nininger de que os meteoritos são muito mais comuns na superfície da Terra do que se pensava anteriormente.

#### Estados Unidos
A estratégia de Harvey H. Nininger era procurar meteoritos nas Grandes Planícies dos Estados Unidos, onde a terra era amplamente cultivada e o solo continha poucas rochas. Entre o final da década de 1920 e a década de 1950, ele viajou pela região, educando a população local sobre como eram os meteoritos e o que fazer se achassem que haviam encontrado um, por exemplo, durante a limpeza de um campo. O resultado foi a descoberta de mais de 200 novos meteoritos, principalmente do tipo pedregoso.
No final da década de 1960, o condado de Roosevelt, Novo México, foi considerado um lugar particularmente bom para encontrar meteoritos. Após a descoberta de alguns meteoritos em 1967, uma campanha de conscientização pública resultou na descoberta de quase 100 novos espécimes nos próximos anos, muitos sendo de uma única pessoa, Ivan Wilson. No total, quase 140 meteoritos foram encontrados na região desde 1967. Na área dos achados, o solo estava originalmente coberto por um solo raso e solto sobre uma camada de solo rígido. Durante a Dust Bowl, o solo solto foi arrancado, deixando quaisquer rochas e meteoritos presentes na superfície exposta.

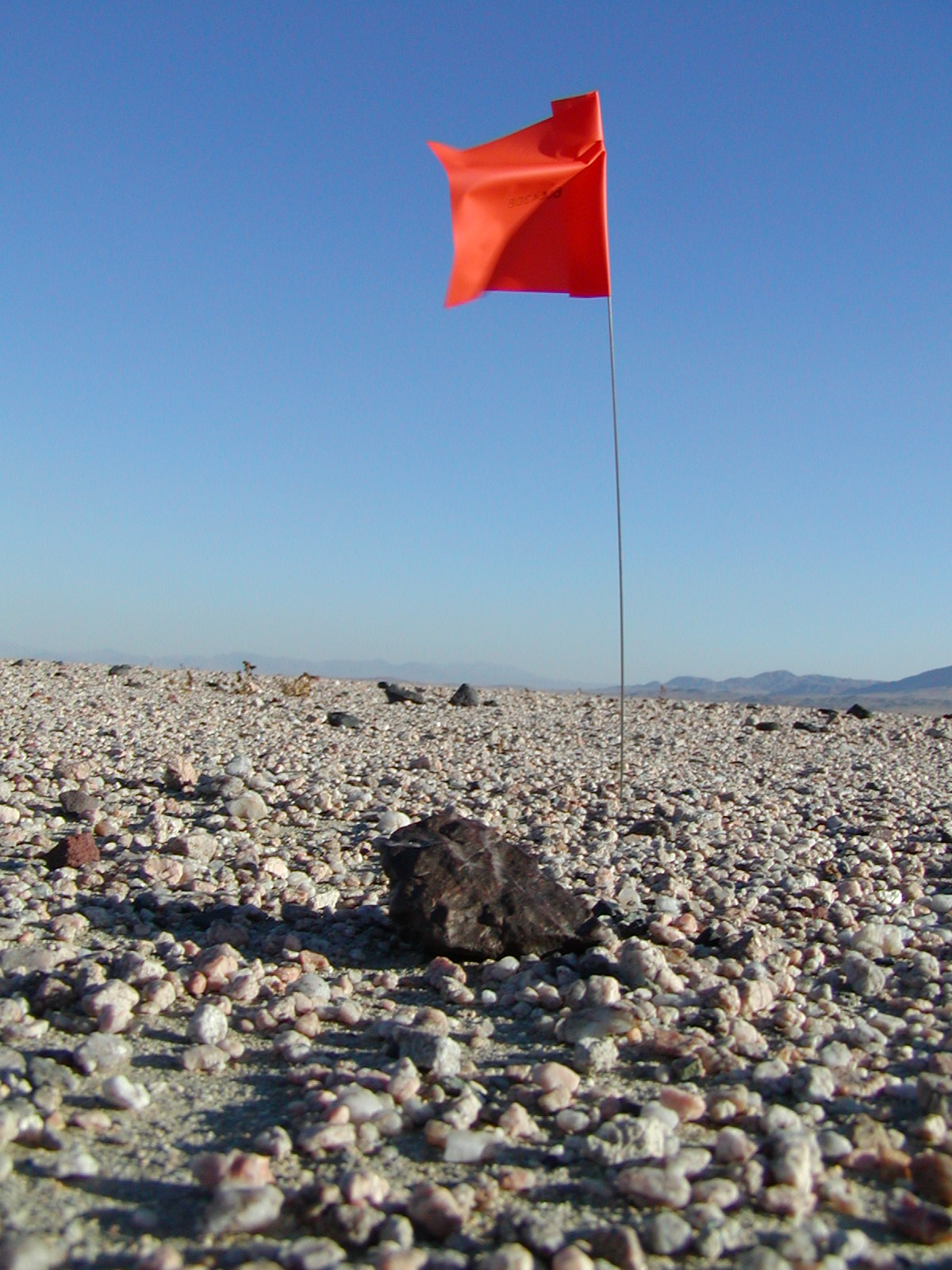
Um meteorito pedregoso (H5) encontrado ao norte de Barstow, Califórnia, em 2006

A partir de meados da década de 1960, caçadores de meteoritos amadores começaram a vasculhar as áreas áridas do sudoeste dos Estados Unidos. Até o momento, milhares de meteoritos foram recuperados dos desertos de Mojave, Sonora, Grande Bacia e Chihuahua, com muitos sendo recuperados em leitos de lagos secos. Achados significativos incluem o meteorito Old Woman de três toneladas, atualmente em exibição no Desert Discovery Center em Barstow, Califórnia, e os campos dispersos de meteoritos em Franconia e Gold Basin; centenas de quilos de meteoritos foram recuperados de cada um. Várias descobertas do sudoeste americano foram enviadas com locais falsos, já que muitos descobridores acham que não é sensato compartilhar essas informações publicamente por medo de confisco pelo governo federal e competição com outros caçadores em locais de descoberta publicados. Vários dos meteoritos encontrados recentemente estão atualmente em exibição no Observatório Griffith e na Galeria de Meteoritos da Universidade da Califórnia ambos em Los Angeles.

#### Antártida

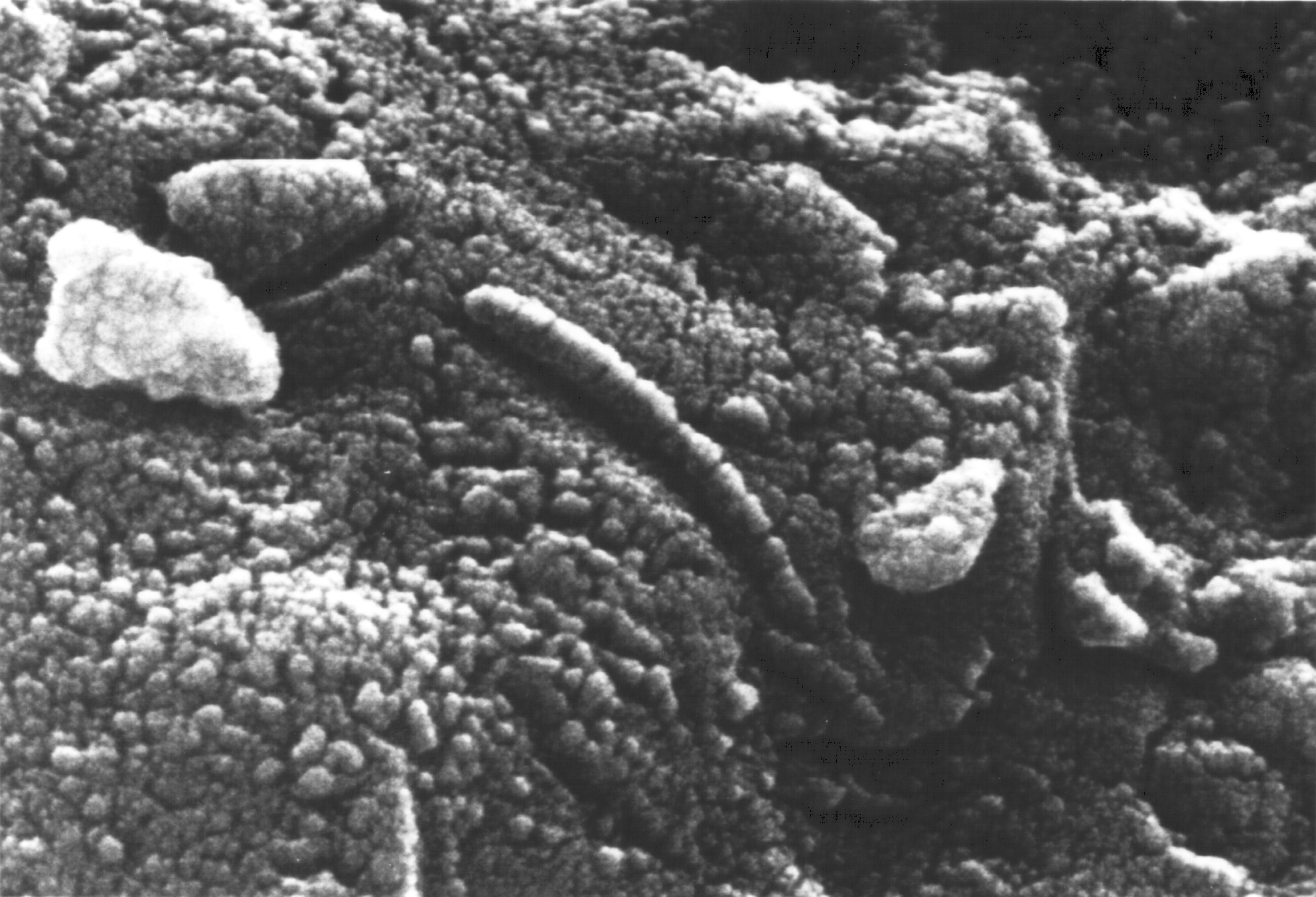
Um microscópio eletrônico de varredura revelou estruturas semelhantes a fósseis de bactérias, no meteorito ALH 84001 descoberto na Antártida em 1984. Microscopicamente, as características foram inicialmente interpretadas como fósseis de formas de vida semelhantes a bactérias. Desde então, foi demonstrado que estruturas semelhantes de magnetita podem se formar sem a presença de vida microbiana em sistemas hidrotermais

Alguns meteoritos foram encontrados na Antártida entre 1912 e 1964. Em 1969, a 10.ª Expedição Japonesa de Pesquisa Antártica encontrou nove meteoritos em um campo de gelo azul perto das Montanhas Yamato. Com esta descoberta, veio a percepção de que o movimento das camadas de gelo pode atuar para concentrar meteoritos em determinadas áreas. Depois que uma dúzia de outros espécimes foram encontrados no mesmo local em 1973, uma expedição japonesa foi lançada em 1974 dedicada à busca de meteoritos. Esta equipe recuperou cerca de 700 meteoritos.
Pouco tempo depois, os Estados Unidos iniciaram seu próprio programa de busca de meteoritos antárticos, operando ao longo das Montanhas Transantárticas do outro lado do continente: o programa Antarctic Search for Meteorites (Busca Antártica por Meteoritos) (ANSMET). Equipes europeias, começando com um consórcio chamado "EUROMET" na temporada 1990/1991, e continuando com um programa do italiano Programma Nazionale di Ricerche in Antartide (Programa Nacional de Pesquisa na Antártica) (PNRA), também realizaram buscas sistemáticas de meteoritos antárticos.
A Exploração Científica Antártica da China realizou pesquisas bem-sucedidas de meteoritos desde 2000. Um programa coreano (KOREAMET) foi lançado em 2007 e coletou alguns meteoritos. Os esforços combinados de todas essas expedições produziram mais de 23 000 espécimes de meteoritos classificados desde 1974, com milhares mais que ainda não foram classificados. Para mais informações veja o artigo de Harvey (2003).

#### Austrália
Mais ou menos na mesma época em que as concentrações de meteoritos estavam sendo descobertas no deserto frio da Antártida, os colecionadores descobriram que muitos meteoritos também podiam ser encontrados nos desertos quentes da Austrália. Várias dezenas de meteoritos já haviam sido encontrados na região de Nullarbor, no oeste e sul da Austrália. Pesquisas sistemáticas entre cerca de 1971 e o presente recuperaram mais de 500 outros, ~300 dos quais estão atualmente bem caracterizados. Os meteoritos podem ser encontrados nesta região porque o terreno apresenta uma planície plana, inexpressiva, coberta por calcário. No clima extremamente árido, houve relativamente pouco intemperismo ou sedimentação na superfície por dezenas de milhares de anos, permitindo que os meteoritos se acumulassem sem serem enterrados ou destruídos. Os meteoritos de cor escura podem então ser reconhecidos entre os seixos e rochas de calcário de aparência muito diferente.

#### Deserto do Saara

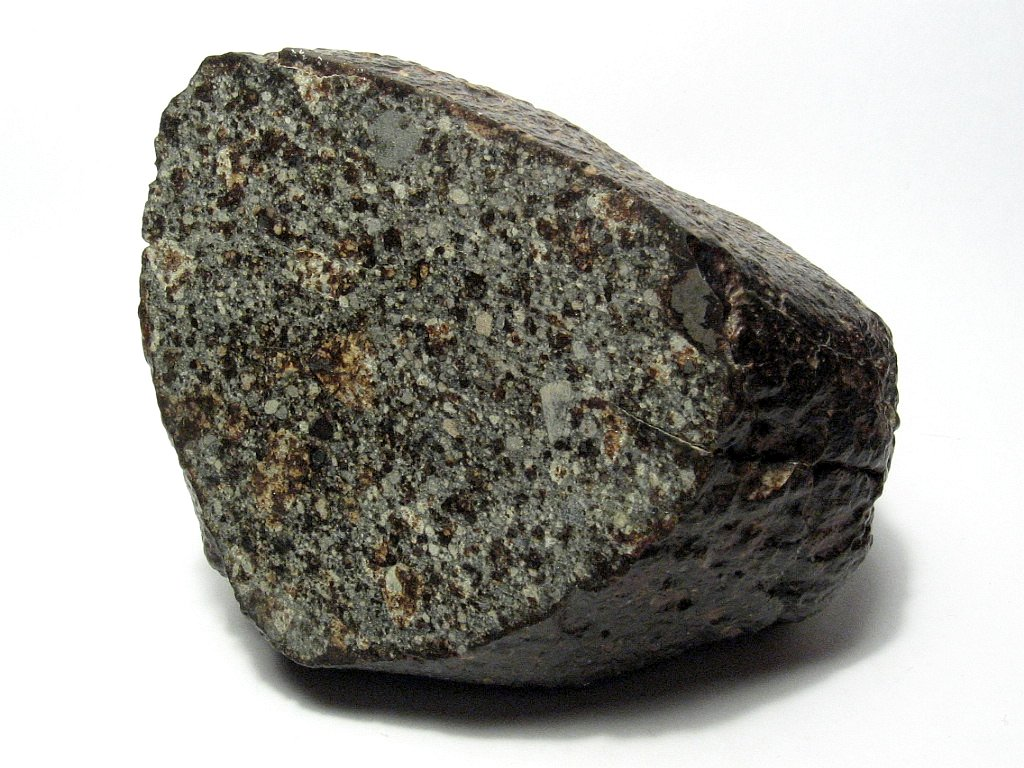
Este pequeno meteorito é do campo disperso NWA 869, perto de Tindouf, Argélia. Atualmente classificado como um condrito ordinário L3.8-6 apresenta brecha e côndrulos abundantes

Em 1986-1987, uma equipe alemã que instalou uma rede de estações sísmicas durante a prospecção de petróleo descobriu cerca de 65 meteoritos em uma planície desértica a cerca de 100 quilômetros a sudeste de Dirj (Daraj), Líbia. Alguns anos depois, um entusiasta do deserto viu fotografias de meteoritos sendo recuperados por cientistas na Antártida e pensou ter visto ocorrências semelhantes no norte da África. Em 1989, ele recuperou cerca de 100 meteoritos de vários locais distintos na Líbia e na Argélia. Ao longo dos próximos anos, ele e outros que o seguiram encontraram pelo menos mais 400 meteoritos. Os locais encontrados foram geralmente em regiões conhecidas como regs ou hamadas: áreas planas e sem características cobertas apenas por pequenos seixos e pequenas quantidades de areia. Meteoritos de cor escura podem ser facilmente vistos nesses lugares. No caso de vários campos de meteoritos, como Dar al Gani, Dhofar e outros, a geologia de cor clara favorável consistindo em rochas básicas (argilas, dolomitas e calcários) torna os meteoritos particularmente fáceis de identificar.
Embora os meteoritos tenham sido vendidos comercialmente e coletados por amadores por muitas décadas, até a época das descobertas no Saara no final da década de 1980 e início da década de 1990, a maioria dos meteoritos foi depositada ou comprada por museus e instituições semelhantes onde foram exibidos e disponibilizados para pesquisa científica. A súbita disponibilidade de um grande número de meteoritos que podiam ser encontrados com relativa facilidade em locais de fácil acesso (especialmente em comparação com a Antártida), levou a um rápido aumento na coleta comercial de meteoritos. Esse processo foi acelerado quando, em 1997, meteoritos vindos da Lua e de Marte foram encontrados na Líbia. No final da década de 1990, expedições privadas de coleta de meteoritos foram lançadas em todo o Saara. Espécimes dos meteoritos recuperados dessa forma ainda são depositados em coleções de pesquisa, mas a maior parte do material é vendida para colecionadores particulares. Essas expedições já elevaram o número total de meteoritos bem descritos encontrados na Argélia e na Líbia para mais de 500.

#### Noroeste da África
Os mercados de meteoritos surgiram no final da década de 1990, especialmente no Marrocos. Este comércio foi impulsionado pela comercialização ocidental e um número crescente de colecionadores. Os meteoritos foram fornecidos por nômades e moradores locais que vasculharam os desertos em busca de espécimes para vender. Muitos milhares de meteoritos foram distribuídos dessa maneira, a maioria dos quais não possui informações sobre como, quando ou onde foram descobertos. Estes são os chamados meteoritos do "Noroeste da África". Quando eles são classificados, eles são nomeados "Noroeste da África" (abreviado NWA) seguido por um número. É geralmente aceito que os meteoritos NWA se originam em Marrocos, Argélia, Saara Ocidental, Mali e possivelmente ainda mais longe. Quase todos esses meteoritos saem da África através do Marrocos. Dezenas de meteoritos importantes, incluindo da Lua e de Marte, foram descobertos e disponibilizados para a ciência através desta rota. Alguns dos meteoritos mais notáveis recuperados incluem Tissint e Northwest Africa 7034. Tissint foi o primeiro meteorito marciano a cair em mais de cinquenta anos; NWA 7034 é o meteorito mais antigo conhecido por vir de Marte, e é uma brecha única de regolito contendo água.

#### Península Arábica

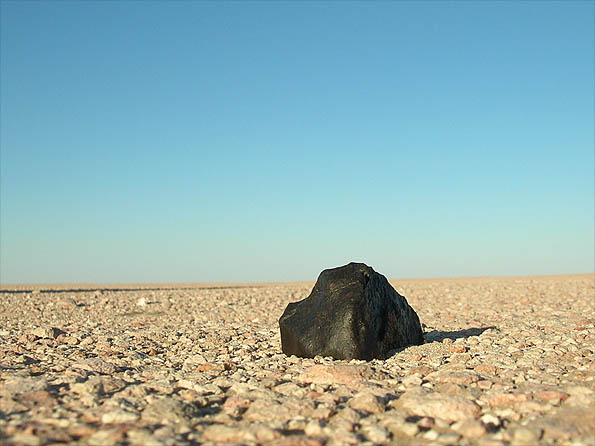
Meteorito encontrado in situ no pavimento do deserto, Rub' al-Khali, Arábia Saudita. Condrito provável, peso 408,5 gramas

Em 1999, caçadores de meteoritos descobriram que o deserto no sul e no centro de Omã também era propício para a coleta de muitos espécimes. As planícies de cascalho nas regiões de Dofar e Al Wusta de Omã, ao sul dos desertos arenosos do Rub' al-Khali, produziram cerca de 5 000 meteoritos em meados de 2009. Incluídos entre eles estão um grande número de meteoritos da Lua e de Marte, tornando Omã uma área particularmente importante tanto para cientistas quanto para colecionadores. As primeiras expedições a Omã foram feitas principalmente por negociantes comerciais de meteoritos, no entanto, equipes internacionais de cientistas omanis e europeus também coletaram espécimes.
A recuperação de meteoritos de Omã é atualmente proibida pela lei nacional, mas vários caçadores internacionais continuam a remover espécimes agora considerados tesouros nacionais. Essa nova lei provocou um pequeno incidente internacional, pois sua implementação antecedeu qualquer notificação pública de tal lei, resultando na prisão prolongada de um grande grupo de caçadores de meteoritos, principalmente da Rússia, mas cujo grupo também era composto por membros dos Estados Unidos como vários outros países europeus.

## Nos assuntos humanos

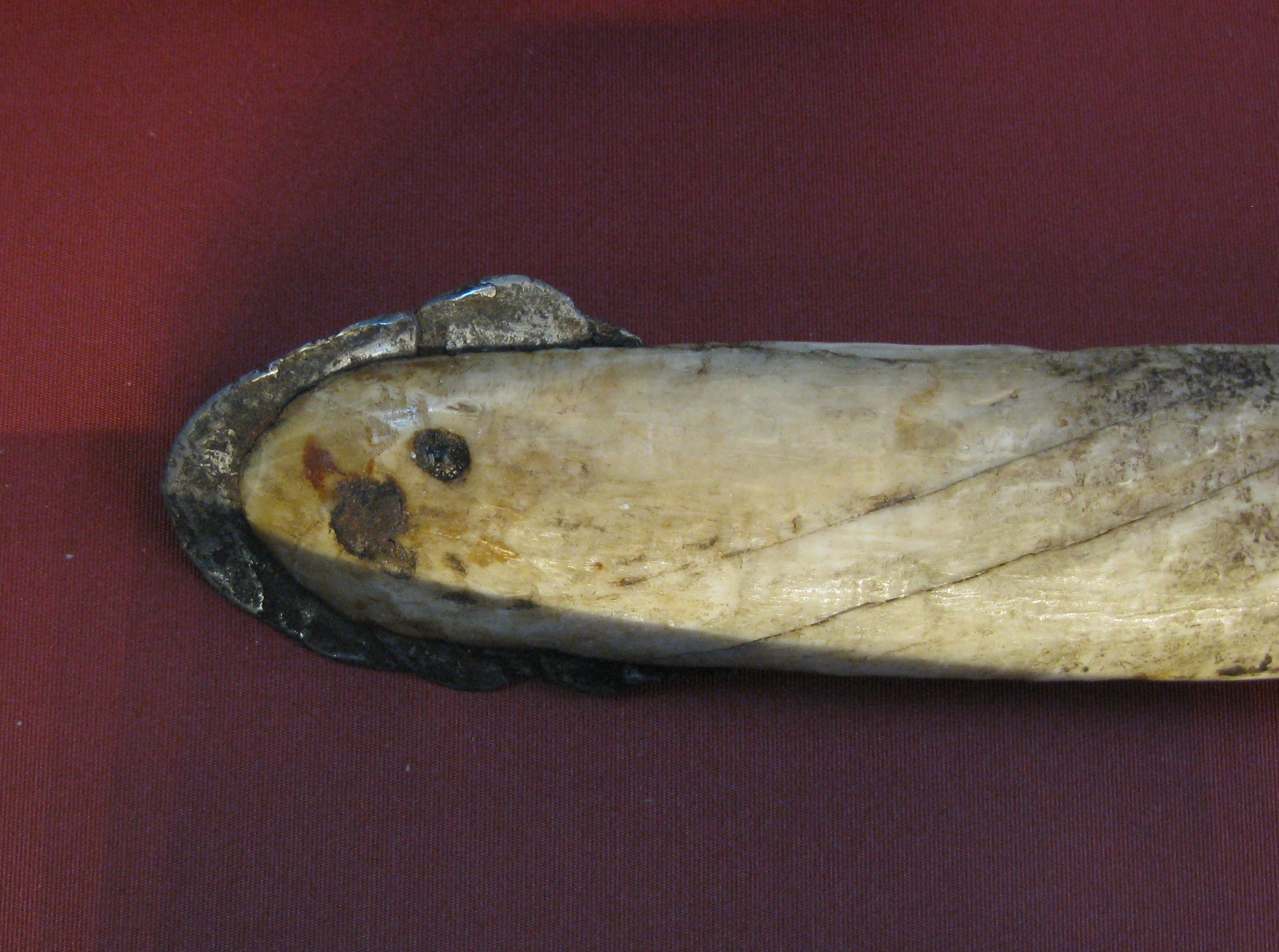
Uma lança feita de uma presa de narval com uma cabeça de meteorito de ferro

Os meteoritos figuram na cultura humana desde a sua primeira descoberta como objetos cerimoniais ou religiosos, como objeto de escrita sobre eventos que ocorrem no céu e como fonte de perigo. Os artefatos de ferro mais antigos conhecidos são nove pequenas contas marteladas de meteorito de ferro. Eles foram encontrados no norte do Egito e foram datados com segurança em 3200 a.C.

### Uso cerimonial ou religioso
Embora o uso do metal encontrado em meteoritos também seja registrado em mitos de muitos países e culturas onde a fonte celeste era frequentemente reconhecida, a documentação científica só começou nos últimos séculos.
Quedas de meteoritos podem ter sido a fonte de adoração culta. O culto no Templo de Ártemis em Éfeso, uma das Sete Maravilhas do Mundo Antigo, possivelmente se originou com a observação e recuperação de um meteorito que foi entendido pelos contemporâneos como tendo caído na terra de Júpiter, a principal divindade romana. Há relatos de que uma pedra sagrada foi consagrada no templo que pode ter sido um meteorito.
A Pedra Negra colocada na parede da Caaba tem sido frequentemente considerada um meteorito, mas a pouca evidência disponível para isso é inconclusiva.
Alguns nativos americanos tratavam os meteoritos como objetos cerimoniais. Em 1915, um meteorito de ferro de 61 kg foi encontrado em um cisto de sepultamento de Sinagua (c. 1100-1200 d.C.) perto de Camp Verde, Arizona, Estados Unidos respeitosamente embrulhado em um pano de penas. Uma pequena palasita foi encontrada em uma jarra de cerâmica em um antigo túmulo encontrado em Pojoaque Pueblo, Novo México, Estados Unidos. Ninger relata vários outros casos, no sudoeste dos Estados Unidos e em outros lugares, como a descoberta de contas nativas americanas de ferro meteórico encontradas em túmulos de Hopewell e a descoberta do meteorito Winona em uma cripta de parede de pedra nativa americana.

### Eventos históricos
Na China medieval durante a Dinastia Sung, um evento de ataque de meteorito foi registrado por Shen Kuo em 1064 d.C. perto de Changzhou. Ele relatou que "um barulho alto que parecia um trovão foi ouvido no céu; uma estrela gigante, quase como a lua, apareceu no sudeste" e depois encontrou a cratera e o meteorito ainda quente dentro, nas proximidades.
Duas das mais antigas quedas de meteoritos registradas na Europa são os meteoritos Elbogen (1400) e Ensisheim (1492). O físico alemão Ernst Chladni foi o primeiro a publicar (em 1794) a ideia de que os meteoritos podem ser rochas originárias não da Terra, mas do espaço sideral. Seu livreto era "On the Origin of the Iron Masses Found by Pallas and Others Similar to it, and on Some Associated Natural Phenomena" (Sobre a Origem das Massas de Ferro Encontradas por Pallas e Outros Semelhantes, e Sobre Alguns Fenômenos Naturais Associados). Neste, ele compilou todos os dados disponíveis sobre vários achados e quedas de meteoritos e concluiu que eles devem ter suas origens no espaço sideral. A comunidade científica da época respondeu com resistência e zombaria. Demorou quase dez anos até que uma aceitação geral da origem dos meteoritos fosse alcançada através do trabalho do cientista francês Jean-Baptiste Biot e do químico britânico Edward Charles Howard. O estudo de Biot, iniciado pela Academia Francesa de Ciências, foi forçado por uma queda de milhares de meteoritos em 26 de abril de 1803 dos céus de L'Aigle, França.

### Pessoas ou propriedades atingidas
Ao longo da história, muitos relatos de primeira e segunda mão falam de meteoritos matando humanos e outros animais. Um exemplo é de 1490 d.C. na China na Dinastia Ming, que supostamente matou milhares de pessoas. John Lewis compilou alguns desses relatórios e resume: "Ninguém na história registrada jamais foi morto por um meteorito na presença de um meteorologista e um médico" e "revisores que tiram conclusões negativas abrangentes geralmente não citam nenhuma das publicações primárias em que as testemunhas oculares descrevem suas experiências e não dão evidência de tê-las lido".
Relatórios modernos de ataques de meteoritos incluem:
- Em 1954 em Sylacauga, Alabama, Estados Unidos.[85] Um condrito de pedra de 4 kg,[86] o meteorito Hodges ou meteorito Sylacauga, colidiu com um telhado e feriu uma pessoa.
- Um fragmento de aproximadamente 3 gramas da queda do meteorito em Mbale, Uganda atingiu um jovem, sem causar ferimentos.[87]
- Em outubro de 2021, um meteorito penetrou no telhado de uma casa em Golden, Colúmbia Britânica, Canadá, pousando na cama de uma pessoa.[88]

## Exemplos notáveis

### Nomenclatura
Os meteoritos são sempre nomeados de acordo com os locais em que foram encontrados, quando possível, geralmente uma cidade próxima ou uma característica geográfica. Nos casos em que muitos meteoritos foram encontrados em um local, o nome pode ser seguido por um número ou letra (por exemplo, Allan Hills 84001 ou Dimmitt (b)). O nome designado pela The Meteoritical Society é usado por cientistas, catalogadores e pela maioria dos colecionadores.

### Terrestre
- Allende – maior condrito carbonáceo conhecido (Chihuahua, México, 1969).
- Allan Hills A81005 – Primeiro meteorito determinado como sendo de origem lunar.
- Allan Hills 84001 – meteorito de Marte que foi reivindicado para provar a existência de vida em Marte.
- Meteorito de Bacubirito – Um meteorito estimado em 20–30 toneladas curtas (18–27 t).
- Campo del Cielo – um grupo de meteoritos de ferro associados a um campo de crateras (de mesmo nome) de pelo menos 26 crateras na província de Chaco Ocidental, Argentina. O peso total de meteoritos recuperados excede 100 toneladas.[90]
- Canyon Diablo – Associado à Cratera de Barringer no Arizona, Estados Unidos.
- Cape York – Um dos maiores meteoritos do mundo. Um fragmento de 34 toneladas chamado "Ahnighito", é exibido no Museu Americano de História Natural; o maior meteorito em exposição em qualquer museu.
- Gibeon – Um grande meteorito de ferro na Namíbia, criou o maior campo disperso conhecido.
- Hoba – O maior meteorito intacto conhecido.
- Kaidun – Um condrito carbonáceo incomum.
- Mbozi – Um meteorito de ferro desagrupado de 16 toneladas métricas na Tanzânia.
- Murchison – Um condrito carbonáceo encontrado para conter nucleobases, o bloco de construção da vida.
- Nōgata - O meteorito mais antigo cuja queda pode ser datada com precisão (19 de maio de 861, em Nogata, Japão).[91]
- Orgueil – Um meteorito famoso devido à sua natureza especialmente primitiva e alto teor de grãos pré-solares.
- Sikhote-Alin – Massivo evento de impacto de meteorito de ferro que ocorreu em 12 de fevereiro de 1947.
- Tucson Ring – Meteorito em forma de anel, usado por um ferreiro como bigorna, em Tucson, Arizona, Estados Unidos, atualmente no Smithsonian Institution.[92]
- Willamette – O maior meteorito já encontrado nos Estados Unidos.
- Evento de impacto de Carancas em 2007 – Em 15 de setembro de 2007, um meteorito rochoso que poderia pesar até 4 toneladas criou uma cratera de 13 metros de diâmetro perto da vila de Carancas, no Peru.[93]
- Meteoro de Tcheliabinsk – um asteroide de 17 metros de diâmetro e 10.000 toneladas[94] atingiu a atmosfera acima de Tcheliabinsk, Rússia a 18 km/s por volta das 09:20 hora local (03:20 UTC) de 15 de fevereiro de 2013, produzindo um bola de fogo[95] no céu da manhã. Uma série de pequenos fragmentos de meteoritos foram encontrados nas proximidades.[96]

### Extraterrestre
- Meteorito da Cratera de Bench (Apollo 12, 1969) e o meteorito Hadley Rille (Apollo 15, 1971) − Fragmentos de asteroides foram encontrados entre as amostras coletadas na Lua.[97]
- Meteorito Block Island e Heat Shield Rock – Descobertos em Marte pelo rover Opportunity entre outros quatro meteoritos de ferro.[98] Dois meteoritos de níquel-ferro foram identificados pelo rover Spirit. (Veja também: Rochas de Marte)

### Grandes crateras de impacto
- Cratera de Acraman no sul da Austrália (90 km de diâmetro)
- Cratera Ames em Condado de Major, Oklahoma, Estados Unidos (16 km de diâmetro)
- Cratera Brent no norte de Ontário, Canadá (3.8 km de diâmetro)
- Cratera da Baía de Chesapeake, Virgínia, Estados Unidos (90 km de diâmetro)
- Cratera de Chicxulub, costa da Península de Iucatã, México (170 km de diâmetro)
- Lagos Clearwater, cratera de impacto duplo em Quebec, Canadá (26 e 36 km de diâmetro)
- Cratera Lonar na Índia (1.83 km de diâmetro)
- Lumparn nas Ilhas Åland, no Mar Báltico (9 km de diâmetro)
- Lago Manicouagan em Quebec, Canadá (100 km de diâmetro)
- Cratera de Manson em Iowa, Estados Unidos (38 km, cratera está enterrada)
- Cratera de Barringer no Arizona, Estados Unidos, a primeira cratera de impacto terrestre confirmada (1.2 km de diâmetro)
- Cratera de Mjølnir no Mar de Barents, Oceano Ártico (40 km de diâmetro)
- Cratera Nördlinger Ries na Baviera, Alemanha (25 km de diâmetro)
- Cratera de Popigai na Rússia (100 km de diâmetro)
- Lago Siljan na Suécia, maior cratera da Europa (52 km de diâmetro)
- Bacia de Sudbury em Ontário, Canadá (250 km de diâmetro)
- Baía de Ungava em Quebec, Canadá (260 por 320 km)
- Cratera de Vredefort na África do Sul, a maior cratera de impacto conhecida na Terra (300 km de diâmetro de um meteorito estimado de 10 km de largura)

### Meteoroides desintegrados
- Evento de Tunguska na Sibéria, Império Russo em 1908 (nenhuma cratera)
- Evento de Vitim na Sibéria, Rússia em 2002 (nenhuma cratera)
- Evento de Tcheliabinsk na Rússia em 2013 (nenhuma cratera conhecida)